# Rudolf Wetzer
Rudolf 'Rudy' Wetzer (Temesvár, 17 de març de 1901 - Bucarest, 13 d'abril de 1993) fou un futbolista romanès de la dècada de 1930 d'ètnia jueva.
Fou campió de Romania amb el Juventus Bucureşti, on jugà amb Emerich Vogl i Ladislau Raffinsky. Participà en els Jocs Olímpics de 1924. També jugà a clubs com BSK Belgrad, Újpest FC, Hyères FC, ILSA Timişoara i Rovine Grivița Craiova. Durant la seva etapa a Hongria s'anomenà Rudolf Veder i a Sèrbia Rudolf Večer.
Fou internacional amb Romania i disputà el Mundial de 1930.